# Étienne Sorrel
Pour les articles homonymes, voir Sorrel.
Étienne Sorrel, né le 25 février 1882 à Moulins (Allier) et mort le 2 mai 1965, est un chirurgien orthopédiste français.

## Biographie

### Carrière hospitalière
Il est nommé chirurgien des Hôpitaux de Paris en 1919.

### Charges et distinctions
- Membre de l'Académie nationale de chirurgie (président en 1950)